# Gustave Pierre Dagrant
Gustave Pierre Dagrant, auch Gustave-Pierre Dagrand, (* 15. September 1839 in Bordeaux; † 21. Dezember 1915 ebenda) war ein französischer Glasmaler.

## Leben
Er besuchte die École des Beaux Arts in Bayonne, wo er nach seinem Abschluss eine Glasmalereiwerkstatt gründete, die er 1873/74 nach Bordeaux verlegte. 
Seine Bleiglasfenster sind mit unterschiedlichen Signaturen gekennzeichnet: DAGRAND oder DAGRANT. Manche seiner Fenster tragen das Monogramm G D. 
Dagrant erhielt zahlreiche Auszeichnungen bei Ausstellungen. Papst Leo XIII. verlieh ihm für seine Arbeiten in Italien den Silvesterorden.
Am 1. Oktober 1863 heiratete er in Bordeaux Jeanne-Eugénier Chartier, mit der er drei Söhne hatte: Maurice (1870–1951), Charles (1876–1938) und Victor (1879–1925), die ihm als Glasmaler nachfolgten.  

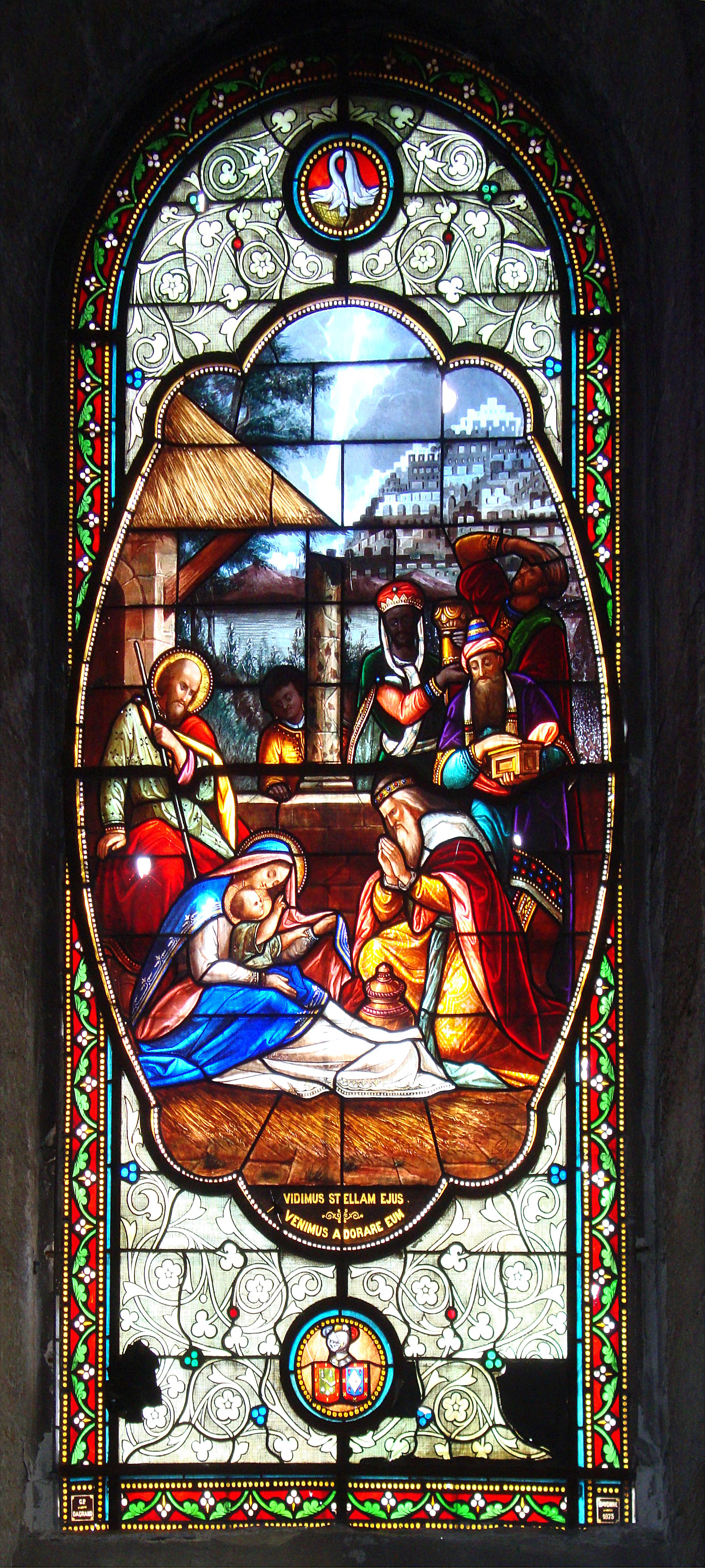
Fenster in der Kirche St-Vincent in Ciboure, signiert mit G.P. DAGRAND (links unten) und BAYONNE 1873 (rechts unten)
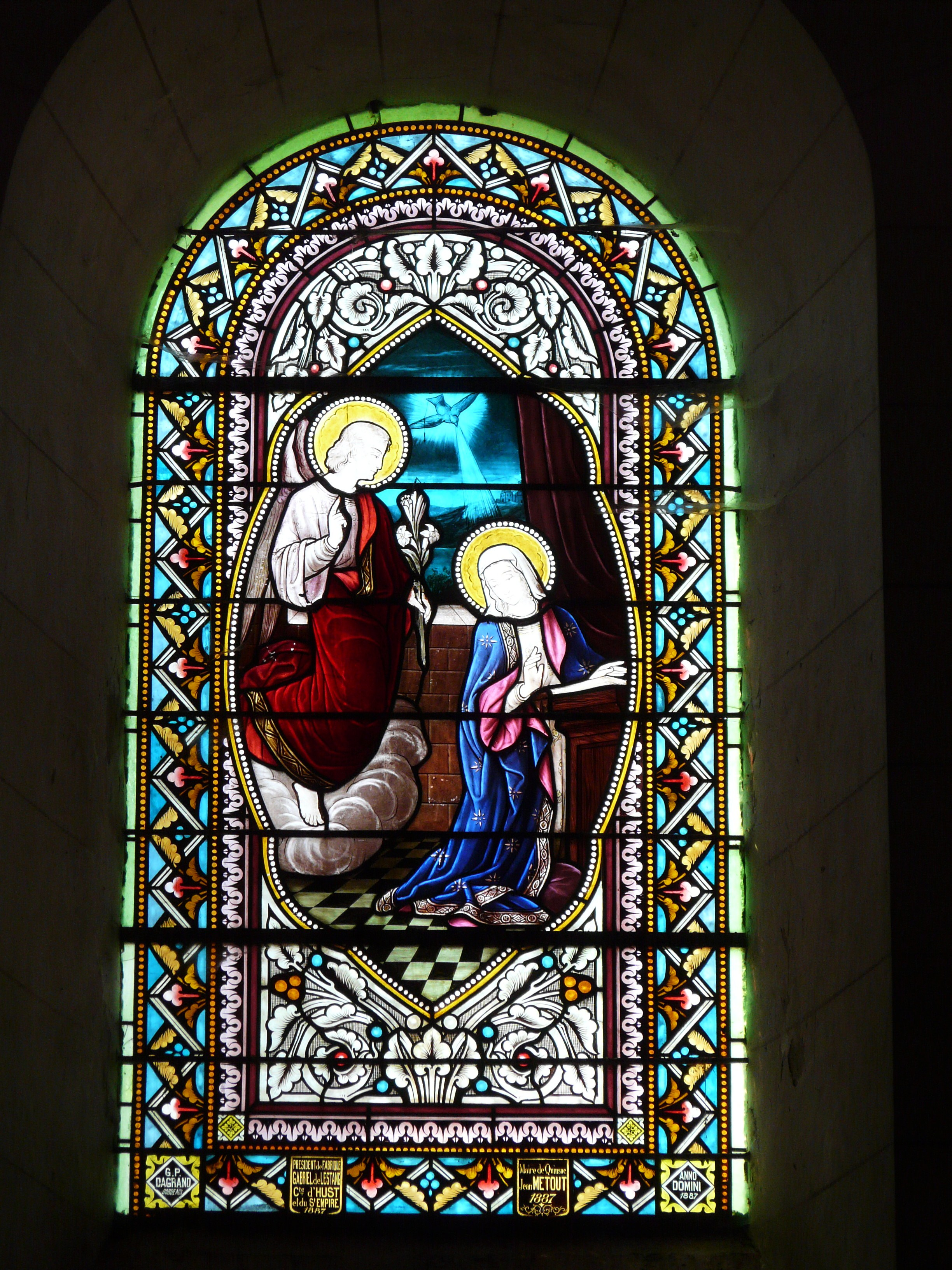
Fenster in der Kirche St-Saturnin in Quinsac, signiert G.P. DAGRAND BORDEAUX (links unten) und ANNO DOMINI 1887 (rechts unten)
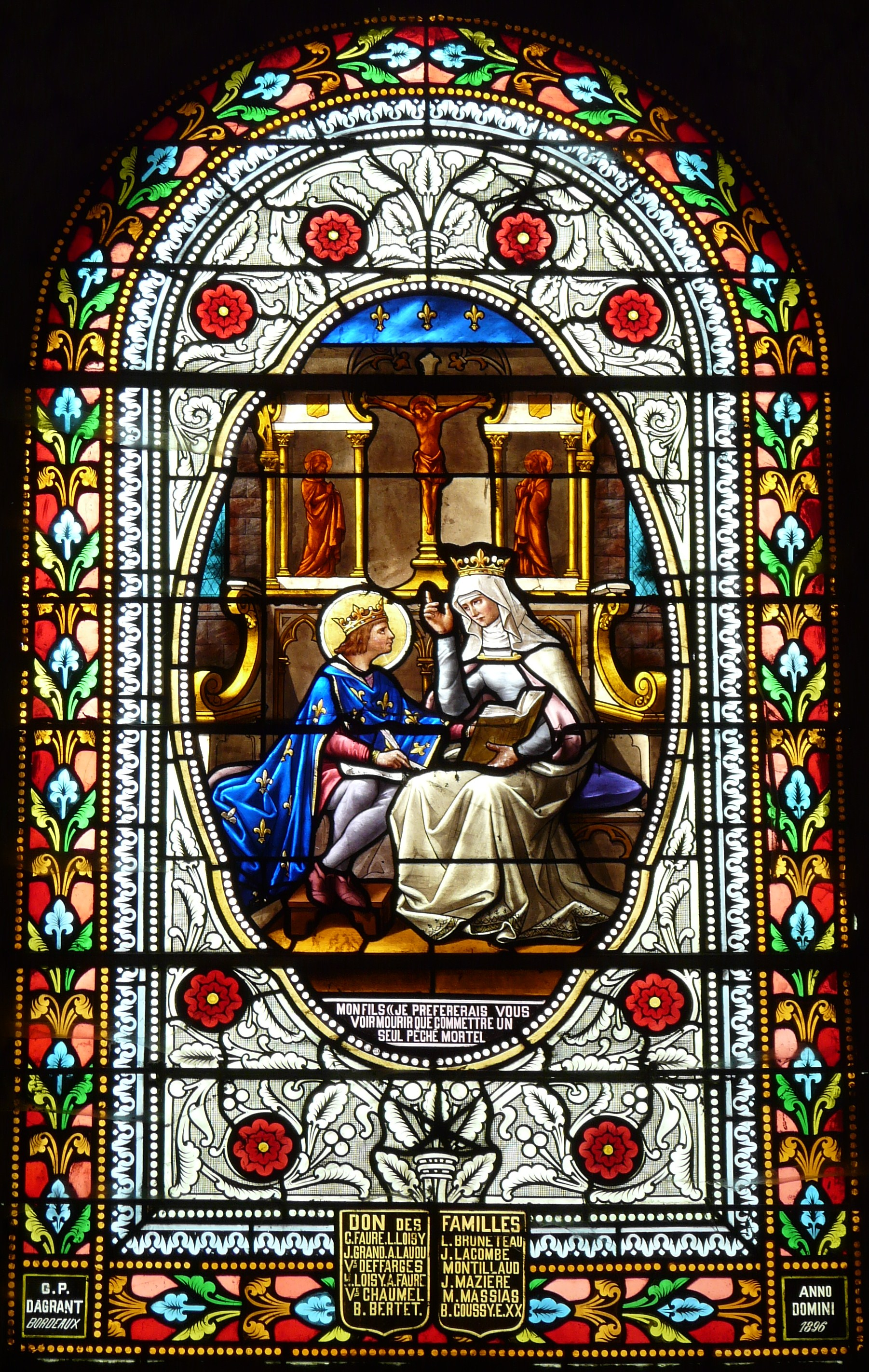
Fenster in der Kirche St-Louis in Saint-Louis-en-l'Isle, signiert G.P. DAGRANT BORDEAUX (links unten) und ANNO DOMINI 1896 (rechts unten)